# Esperanza Arroyo la Gloria
Esperanza Arroyo la Gloria är en ort i Mexiko.   Den ligger i kommunen San Juan Bautista Tuxtepec och delstaten Oaxaca, i den sydöstra delen av landet, 400 km öster om huvudstaden Mexico City. Esperanza Arroyo la Gloria ligger 34 meter över havet och antalet invånare är 548.
Terrängen runt Esperanza Arroyo la Gloria är platt åt nordost, men åt sydväst är den kuperad. Runt Esperanza Arroyo la Gloria är det ganska tätbefolkat, med 86 invånare per kvadratkilometer. Närmaste större samhälle är Loma Bonita, 18,8 km nordost om Esperanza Arroyo la Gloria. Omgivningarna runt Esperanza Arroyo la Gloria är en mosaik av jordbruksmark och naturlig växtlighet.